# Gert de Graaff
Gert de Graaff (1957) is een Nederlands filmregisseur, hij doceert in filmmontage. 
De Graaff volgde de studie vliegtuigbouwkunde, waarna hij ging studeren aan de Nederlandse Film en Televisie Academie waar hij in 1986 cum laude afstudeerde. Vervolgens ging hij als video-editor aan de slag bij het NOB dat later Dutch View en weer later Ciris werd. Hij heeft daar talloze televisieprogramma's gemonteerd. 
Sinds 1990 geeft hij in binnen- en buitenland les in filmproductie. In 2000 won zijn film De zee die denkt onder andere de Joris Ivens Award op het International Documentary Filmfestival Amsterdam (IDFA). De film werd op meerdere festivals bekroond, waaronder een Europese oscar nominatie in Berlijn. Sinds 2002 was hij hoofd opleidingen post-production. Sinds 2011 is hij freelance trainer.

## Filmografie
- Twee, afstudeerfilm (1986)
- De zee die denkt (2000)